# يو إس إن إس بيغ هورن
يو إس إن إس بيغ هورن هي ناقلة تزويد بالوقود من فئة *هنري جي كايزر* تابعة للبحرية الأمريكية.
تم وضع عارضة وهي السفينة الثانية عشرة من فئة هنري جي كايزر، في حوض بناء السفن أفونديل في نيو أورلينز، لويزيانا، في 9 أكتوبر 1989، وتم إطلاقها في 2 فبراير 1991. دخلت الخدمة في البحرية الأمريكية في 21 مايو 1992 تحت إشراف قيادة النقل البحري العسكري مع طاقم مدني بشكل أساسي. خدمت السفينة في أسطول المحيط الأطلسي للولايات المتحدة.
شاركت هذه السفينة في جهود الإغاثة بعد زلزال هايتي عام 2010، حيث قامت بنقل إمدادات الإغاثة إلى هايتي. وخلال عملية *الاستجابة الموحدة*، قامت السفينة بنقل 618 منصة من البضائع والمساعدات الإنسانية والإمدادات للإغاثة من الكوارث، وأكثر من 2,000,000 جالون من الوقود. غادرت السفينة قاعدة نورفولك البحرية بعد يوم واحد من وقوع الزلزال، ووصلت إلى موقعها في هايتي في 17 يناير، واستمرت في العمل حتى تم استبدالها بالسفينة USNS Leroy Grumman في 11 فبراير. في عام 2015، قامت بتزويد سفينة RFA Gold Rover بالوقود في جنوب المحيط الأطلسي.
في سبتمبر 2024، أُفيد أن السفينة جنحت قبالة سواحل عمان، مما تسبب في غمر جزئي للسفينة وإلحاق الضرر بالدفة.
1. ↑  وصلة مرجع: http://www.vesseltracking.net/ship/usns-big-horn-8812162. الناشر: Vessel Tracking. الوصول: 8 فبراير 2020.